# 1378 هـ
1378 هـ هي سنة في التقويم الهجري امتدت مقابلةً في التقويم الميلادي بين سنتي 1958 و1959.

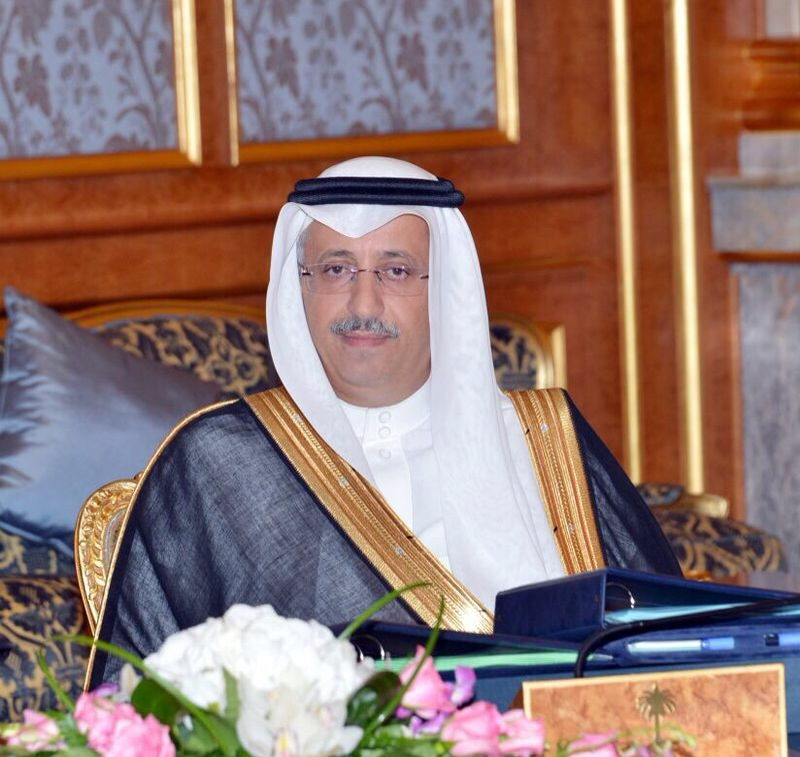
سعود بن سعيد المتحمي

## مواليد
- حسام عبد الله الرومي
- صالح بن عبد العزيز آل الشيخ
- هاشم بن حامد الرفاعي
- ياسر برهامي
- أبو مصعب السوري
- أحمد بن سلمان بن عبد العزيز آل سعود
- أرتو يافاناينن
- سعود بن سعيد المتحمي
- عنبر سعيد
- عبد الله الرميثان
- عبد العزيز بن محمد بن عياف آل مقرن
- عبد الكريم العقيلي
- عبد الله السالم (مغني)
- عبد الحميد الرجوب
- كريستيان فولف
- محمد جورمز
- نادية كرم
- وليد خليفة الجاسم

## وفيات
- أحمد لمطروش
- إبراهيم الواعظ
- رشدي صالح ملحس
- سعود الكبير بن عبد العزيز بن سعود آل سعود
- عبدالله بن حسن آل الشيخ
- فيوض الرحمن الديوبندي
- محمد الجواد الجزائري
- محمد الصغير بوسحاقي
- محمد حامد الفقي
- محمد طاهر الدباغ
- هاشم الرفاعي
- 13 ربيع الثاني - جميل المدفعي - عسكري وسياسي عراقي.